# Русская летопись
Русская летопись — еженедельная газета издававшаяся в Российской империи в XIX веке.
Периодическое издание «Русская летопись» выходило в городе Москве с 1870 по 1871 год без предварительной цензуры. 
Издателями-редакторами «Русской летописи» были М. П. Щепкин и М. В. Неручев. После того как последний занялся журналом «Русское сельское хозяйство», остался один Щепкин. 
В 1871 году газета получила три предостережения от властей, последнее — с приостановлением цензурой издания на три месяца. 
После того, как издание было приостановлено властью, газета «Русская летопись» больше уже не издавалась.